# Shanhu Shuiku
Shanhu Shuiku (kinesiska: 山湖水库) är en reservoar i Kina. Den ligger i provinsen Jiangsu, i den östra delen av landet, omkring 47 kilometer norr om provinshuvudstaden Nanjing. Shanhu Shuiku ligger 22 meter över havet. Arean är 2,7 kvadratkilometer. Trakten runt Shanhu Shuiku består till största delen av jordbruksmark. Den sträcker sig 2,3 kilometer i nord-sydlig riktning, och 2,6 kilometer i öst-västlig riktning.
Genomsnittlig årsnederbörd är 1 291 millimeter. Den regnigaste månaden är juli, med i genomsnitt 289 mm nederbörd, och den torraste är december, med 32 mm nederbörd.